# 王信淵
王信淵（英語：Wang Shin-yuan，1976年6月23日—），台灣男子舉重運動員，現在已退休。他曾在男子56公斤級，締造跨區運、全運會12連霸紀錄。他曾獲得1999年世界舉重錦標賽56公斤級挺舉銀牌及總和成績銅牌、2001年世界舉重錦標賽56公斤級挺舉銀牌、抓舉項目銅牌及總和成績銀牌、2002年世界舉重錦標賽56公斤級挺舉銀牌、2003世界舉重錦標賽56公斤級挺舉銀牌、2005年世界舉重錦標賽56公斤級挺舉金牌、抓舉項目銅牌及總和成績金牌。